# Tickhill
Tickhill est une ville et une paroisse civile du Yorkshire du Sud, en Angleterre, située à environ 13 kilomètres au sud de Doncaster. Au moment du recensement de 2001, sa population était de 5 301 habitants.
Le château de Tickhill, construit au XIe siècle, est l'une des principales forteresses de Jean sans Terre au XIIe siècle. Il a été rasé après la guerre civile anglaise, en 1648.